# Gornji Orahovac (Trebinje)
Pour les articles homonymes, voir Gornji Orahovac.
Gornji Orovac (en serbe cyrillique : Горњи Оровац) est un village de Bosnie-Herzégovine. Il est situé sur le territoire de la ville de Trebinje et dans la république serbe de Bosnie. Selon les premiers résultats du recensement bosnien de 2013, il compte 20 habitants.

## Géographie
Le village est entouré par les localités suivantes :
|         | Lastva        |              |
| Željevo | Gornji Orovac | Donji Orovac |
|         | Donji Orovac  |              |

## Démographie

### Évolution historique de la population dans la localité
| 1948 | 1953 | 1961 | 1971 | 1981 | 1991 | 2013 |
| ---- | ---- | ---- | ---- | ---- | ---- | ---- |
| -    | -    | 227  | 171  | 119  | 69   | 20   |

|  |